# Štefan Teraž
Štefan Teraž, slovenski inženir lesarstva in politik, * 19. november 1956.
Med letoma 2002 in 2007 je bil član Državnega sveta Republike Slovenije.